# Marco Poeta
Marco Poeta (Recanati, 17 dicembre 1957) è un chitarrista italiano.

## Biografia

### Anni '80 e '90
A diciott'anni scopre la bossa nova brasiliana, genere che coltiverà per circa vent'anni, arrivando a collaborare con musicisti e cantanti di quella terra, tra cui Caetano Veloso, Chico Buarque e Baden Powell. In Italia collabora con Sergio Endrigo, quella con il chitarrista jazz Franco Cerri ed il fruttifero rapporto, che ancora continua, con il chitarrista e cantante napoletano Fausto Cigliano.
Verso la metà degli anni '90 iniziò a studiare la chitarra portoghese, strumento tipico del Fado, iniziando uno scambio con António Chainho proprio su questo strumento.
Il primo brano pubblicato da Marco Poeta come suonatore di chitarra portoghese, è stato un insieme di stornelli marchigiani cantati sulla melodia del fado corrido (il brano è presente nella compilation Tribù italiche Marche del World Music Magazine, con il titolo Canto popolare recanatese). Il primo album della discografia ufficiale di Marco Poeta è Zuppa, pubblicato dalla Bentler nel 1986, che passa inosservato.
Nel 2001 pubblica O fado per la Edel italiana che vedeva la collaborazione di Eugenio Finardi (voce e Francesco Di Giacomo (voce del Banco del Mutuo Soccorso, che si presta a cantare in portoghese) ed Elisa Ridolfi (voce e fadista marchigiana che canta in portoghese). In questo album, oltre ad alcuni tra i pezzi più belli del fado portoghese, prevalentemente scelti nel repertorio di Amália Rodrigues, c'è spazio per una coinvolgente reinterpretazione di Piazza Grande, in cui Michele Ascolese, chitarrista classico del CD, sfoggia una grandissima abilità improvvisativa.

### 2002-2009: Accademia do Fado
Nel 2002 Marco Poeta fonda l'Accademia do Fado, dove collaborano vari cantanti e musicisti interessati al genere di Lisbona. Nel 2003 esce il CD O nosso fado per la Target music, album completamente cantato in italiano, dove, oltre alla già nota Elisa Ridolfi, vengono presentate le voci di Alice Fabretti e Valentino Mercorelli. La struttura del gruppo d'accompagnamento viene modificata con lo spostamento di Paolo Galassi dal basso alla chitarra acustica, e con l'entrata di Matteo Moretti al basso. Nel 2005, sempre per la Target music, esce il CD Il poeta e la chitarra, composto per la maggior parte da brani inediti, eccezion fatta per la reinterpretazione de La casa in via del campo, traduzione italiana, già interpretata da Amália Rodrigues, di Vou dar de beber à dor.
Tra le collaborazioni che hanno visto impegnato Marco Poeta vanno ricordate quella con Lucio Dalla (con cui ha già fatto numerosi concerti andando anche a Lisbona), quella con Peppe Servillo degli Avion Travel e quella con Enzo Gragnaniello. 
L'attività musicale di Marco Poeta è molto fortunata anche per quanto riguarda l'accompagnamento di molte celebrità del fado portoghese come Argentina Santos, Ana Sofia Varela, Ana Moura, Jorge Fernando (cantante, compositore, che vanta nel suo curriculum una ventennale collaborazione con Amália Rodrigues).
Dall'agosto 2009 è direttore artistico del Teatro "La Vittoria" di Ostra, comune in provincia di Ancona.

### 2010-in poi: Nel fragoroso silenzio di Dio
Nel dicembre 2010 pubblica il suo album solista dal titolo Nel fragoroso silenzio di Dio (Itaca), presentato dallo stesso Poeta così: "Adesso, nel pieno della mia maturità professionale e anagrafica, ho trovato il coraggio di dire chi sono, da dove vengo, dove affondano le mie radici, da dove nasce il mio moto perpetuo". Il Cd comprende undici nuove canzoni (tra cui "Nevica in Kentucky", "Ghiaccio e spine", "Ballata per un perdono"), suonate in compagnia di Riccardo D'Angelo (mandolino e bouzouki irlandese), Savino Lattanzio (dobro), Marco Mariani (hammond), Roberto Picchio (fisarmonica), Massimo Sbaragli (basso acustico), Mauro Viale (batteria). Un disco di intensità palpabile, influenzato dal folk americano, dalla chanson francese e dalle poesie di Thomas Merton; un lavoro di cui il giornalista musicale e scrittore Walter Gatti ha scritto: «Marco Poeta ha la sensibilità nelle dita, la sincerità nelle melodie. Nella sua storia umana e musicale ci sono grandi collaborazioni, conversioni musicali (quella che lo ha avvicinato al fado portoghese) e conversioni personali. Quel cammino che ha portato Marco ad un faccia a faccia con l'ultimo mistero della vita è raccontato in questo intensissimo disco...».

## Discografia

### Marco Poeta
- 1986: Zuppà (Bentler, N 86/01)
- 1998: L'infinito e a saudade (Centro Nazionale di Studi Leopardiani)
- 2010: Saudade (Le Art)
- 2010: Nel fragoroso silenzio di Dio (Album - Itaca)
- 2012: Reminiscence of Jhon Dowland (Continuo)

### Accademia do Fado
- 2001: O Fado (Album - Edel)
- 2003: O Nosso Fado (Album - Target music)
- 2005: Il Poeta e la chitarra (Album - Target music)